# Orthotylus prasinus
Orthotylus prasinus is een wants uit de familie van de blindwantsen (Miridae). De soort werd het eerst wetenschappelijk beschreven door Carl Fredrik Fallén in 1826.

## Uiterlijk
De redelijk langwerpige blindwants is als volwassen dier altijd langvleugelig (macropteer), heeft enigszins doorzichtige voorvleugels, en kan 4,5 tot 5 mm lang worden. De steeksnuit (rostrum) wordt normaliter onder het lichaam gehouden en reikt dan tot de achterste heupen. De pootjes zijn geheel groen, de antennes geelgroen. De lichtgroene tot blauwgroene wants heeft een zachte lichte beharing. Het doorzichtige gedeelte van de voorvleugels is lichtgrijzig met groene aders. Veel van de groene Nederlandse Orthotylus-soorten lijken op elkaar. Soms kan de waardplant uitsluitsel geven over de exacte soort, soms kan naar de lengte van de steeksnuit worden gekeken. De hazelaarsteilneus lijkt vooral heel veel op de zeer zeldzame Orthotylus ochrotrichus maar die is minder blauwgroen van kleur en heeft iets langere antennes.

## Leefwijze
De soort overwintert als eitje en er is een enkele generatie per jaar. De wantsen zijn in juni volwassen en kunnen dan tot september gevonden worden langs bosranden en in parken en tuinen op voornamelijk hazelaar (Corylus avellana) en iep (Ulmus).

## Leefgebied
In Nederland is de soort algemeen. Het verspreidingsgebied is Palearctisch, van Europa tot het Midden-Oosten in Azië.